# Cantref
Ein Cantref (gesprochen /kantrɛv/) war im mittelalterlichen Wales eine Verwaltungseinheit, die besonders in der Rechtsordnung wesentlich war.
Wales war im Mittelalter in Cantrefi aufgeteilt, die wiederum in die kleineren Cymydau (Commotes) aufgeteilt waren. Der Name „Cantref“ stammt von Cant („hundert“) und tref („Stadt“ in modernem Walisisch, früher aber auch für viel kleinere Siedlungen benutzt). Die Cantrefi scheinen die ursprünglichen Einheiten zu sein, die Cymydau später hinzugekommen. Die Cantrefi konnten stark in der Größe schwanken, die meisten waren in zwei oder drei Cymydau aufgeteilt, die größten jedoch, Cantref Mawr und „Great Cantref“ in Ystrad Tywi (jetzt Carmarthenshire) bestanden aus sieben Cymydau. Die Insel Anglesey zum Beispiel bestand aus drei Cantrefi: Cemais, Aberffraw und Rhosyr.
Die Cantrefi waren vor allem für die walisische Justizverwaltung wichtig. Jedes Cantref hatte seinen eigenen Gerichtshof, eine Versammlung der Uchelwyr, der wichtigen Landbesitzer des Cantref. Vorsitzender des Gerichts war der König, sofern er anwesend war, bzw. dessen Bevollmächtigter. Neben dem Richter gab es einen Schreiber (Clerk), einen Amtsdiener (Usher) und manchmal auch professionelle Verteidiger (Pleader). Das Cantref-Gericht behandelte Kriminalfälle, Grenz- und Erbstreitigkeiten. Die Cymydau übernahmen später viele der Funktionen der Cantref-Gerichte, so dass in manchen Gegenden die Namen der Cymydau besser bekannt sind als die des jeweiligen Cantref.

## Die Cantrefi von Wales

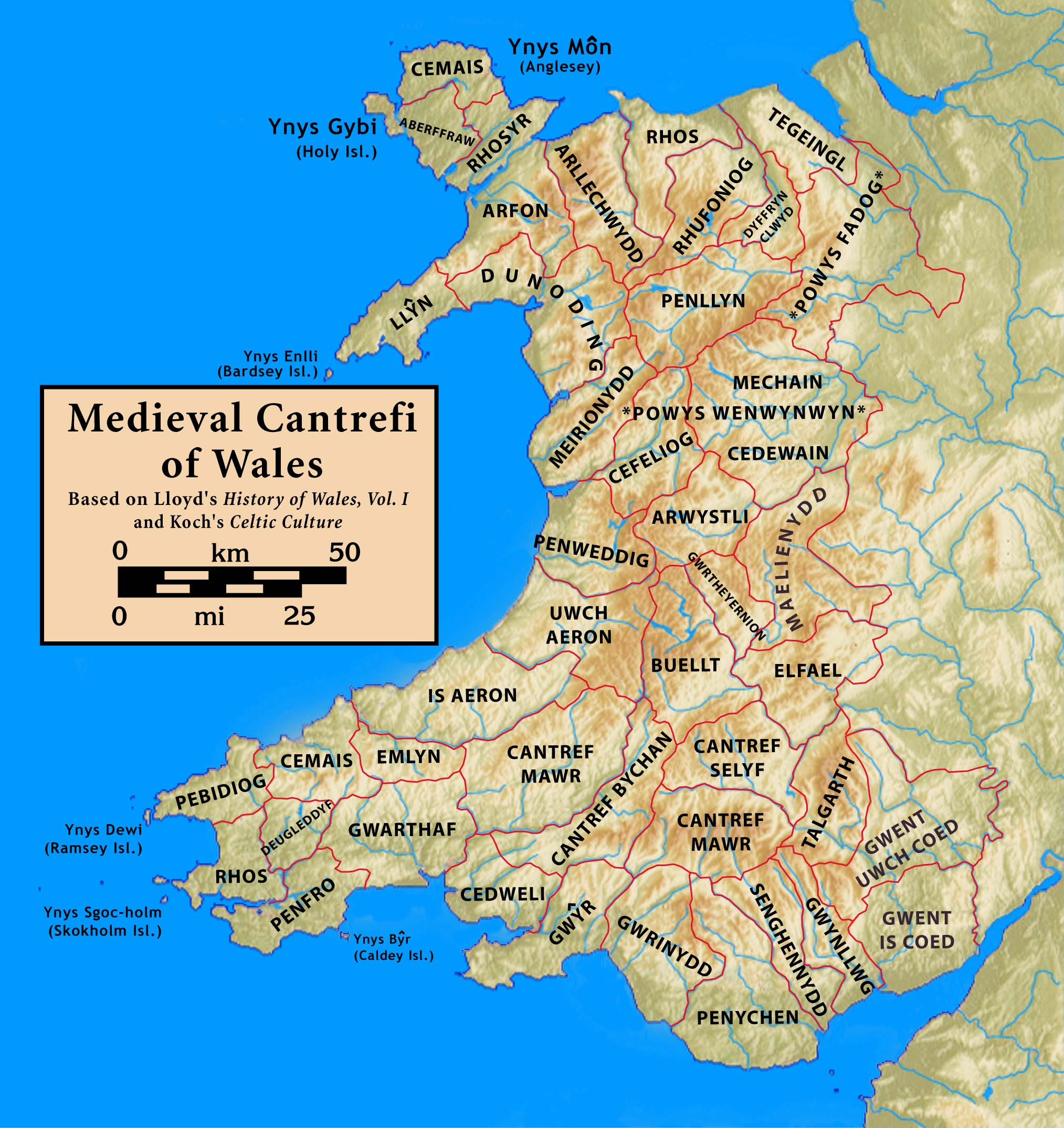
Cantrefi in Wales

### Gwynedd
In Gwynedd:
- Cemais
- Aberffraw
- Rhosyr
- Arfon
- Arllechwedd
- Dinllaen oder Cantref Llŷn
- Cymydmaen
- Gaflogion
- Dunoding / Eifionydd
- Rhos
- Rhufoniog
- Dyffryn Clwyd
- Tegeingl

### Powys
In Powys:
- Maelor
- Penllyn
- Swydd y Waun
- Arwystli
- Mochnant
- Cyfeiliog
- Caerenion
- Mechain
- Cedewain
- Gwrtheyrnion
- Elfael
- Maelienydd
- Buellt

### Deheubarth
In Deheubarth:
- Penweddig
- Is Aeron
- Uwch Aeron
- Cemais
- Pebidiog
- Rhos
- Deugleddyf
- Penfro
- Cantref Gwarthaf
- Emlyn
- Y Cantref Mawr
- Y Cantref Bychan
- Eginog

#### Dyfed
Die sieben historischen Cantrefi des ehemaligen Dyfed, bevor es in Deheubarth aufging:
Cemais, Pebidiog, Rhos, Penfro, Deugleddyf, Emlyn und Cantref Gwarthaf